# دریای آندامان

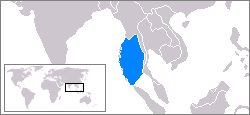
دریای آندامان

دریای آندامان پهنه‌ای آبی در جنوب شرقی خلیج بنگال، جنوب میانمار، غرب تایلند و شرق جزایر آندامان است. این دریا بخشی از اقیانوس هند به‌ شمار می‌رود. حدوداً از شمال به جنوب ۱۲۰۰ کیلومتر طول و از شرق به غرب ۶۵۰ کیلومتر عرض دارد و مساحتش حدود ۷۹۷۷۰۰ کیلومتر مربع است. میانگین عمق آن ۸۷۰ متر و بیشینهٔ عمق آن ۳۷۷۷ متر است.
دریای آندامان در جنوب شرق خود تنگ می‌شود و تنگه ملاکا را تشکیل می‌دهد که شبه جزیره مالایا را از جزیره سوماترا (در اندونزی) جدا می‌کند.
جزایر معروف لنگکاوی در مالزی در این دریا قرار دارند.